# Liste der Baudenkmäler in Irlbach

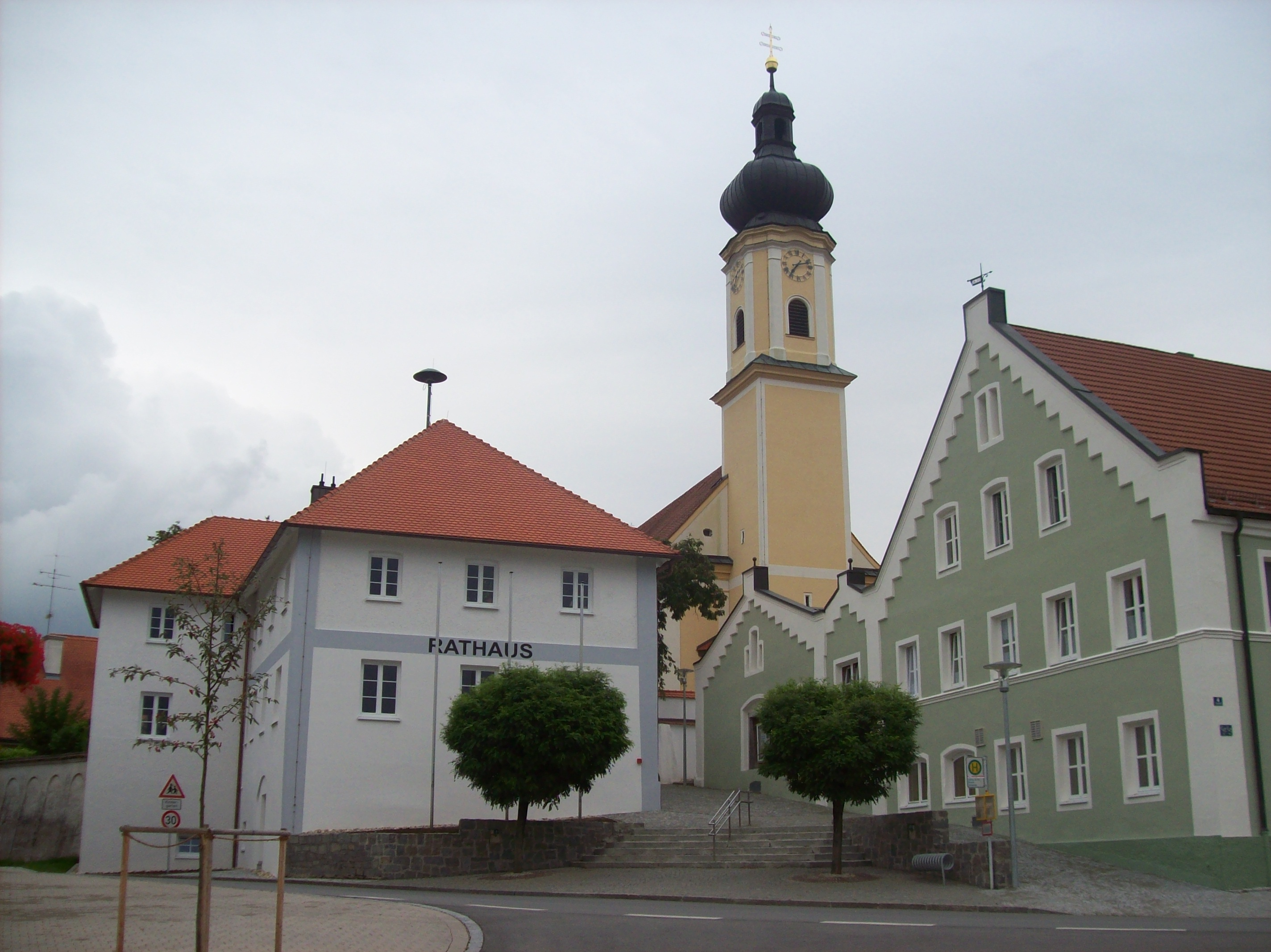
Irlbach, Rathaus und Pfarrkirche

Auf dieser Seite sind die Baudenkmäler in der niederbayerischen Gemeinde Irlbach zusammengestellt. Diese Tabelle ist eine Teilliste der Liste der Baudenkmäler in Bayern. Grundlage ist die Bayerische Denkmalliste, die auf Basis des Bayerischen Denkmalschutzgesetzes vom 1. Oktober 1973 erstmals erstellt wurde und seither durch das Bayerische Landesamt für Denkmalpflege geführt wird. Die folgenden Angaben ersetzen nicht die rechtsverbindliche Auskunft der Denkmalschutzbehörde.

## Baudenkmäler nach Ortsteilen

### Irlbach
| Lage                                                            | Objekt                                          | Beschreibung | Akten-Nr.              | Bild                                          |
| --------------------------------------------------------------- | ----------------------------------------------- | --- | ---------------------- | --------------------------------------------- |
| An der Kreisstraße zwischen Irlbach und Straßkirchen (Standort) | Bildstock Weiße Marter                          | Verputzter Pfeiler mit vierseitigen Mauernischen und Heiligenbildern, Gesimsgliederung und Zeltdach, 17./18. Jahrhundert | D-2-78-140-10 Wikidata | weitere Bilder                                |
| Donaustraße 4 (Standort)                                        | Ehemaliges Gasthaus                             | Hufeisenförmiger, geschlossener Gebäudekomplex mit zweigeschossigen Satteldachbauten und Giebeln mit Treppenfries, Putzfassade mit Ecklisenen und Gesimsgliederung, um 1860/75; Nebengebäude, zweiseitige Flügelanlage mit Satteldach, um 1860/75 | D-2-78-140-2 Wikidata  | Ehemaliges Gasthaus                           |
| Donaustraße 6 (Standort)                                        | Ehemaliges Versorgungshaus der Spitalstiftung   | Zweigeschossiger Massivbau mit Walmdach, klassizistische Fassadengestaltung mit Ecklisenen und profiliertem Traufgesims, im Kern 1469, bezeichnet mit 1830 | D-2-78-140-3 Wikidata  | Ehemaliges Versorgungshaus der Spitalstiftung |
| Graf-von-Bray-Straße (Standort)                                 | Bildstock                                       | Viereckiger, verputzter Pfeiler mit kleinem Satteldach und Figur des hl. Johannes von Nepomuk in verglaster Nische, 18. Jahrhundert; auf der Irlbachbrücke | D-2-78-140-7 Wikidata  | Bildstock                                     |
| Graf-von-Bray-Straße 11 (Standort)                              | Gutshof                                         | Langgestreckter, zweigeschossiger Massivbau mit Satteldach und korbbogiger Durchfahrt, einfache Putzgliederung, um 1820/35 | D-2-78-140-4           | Gutshof                                       |
| Graf-von-Bray-Straße 12 (Standort)                              | Schloss, ehemalige Hofmark des 13. Jahrhunderts | Vierflügelanlage um kleinen Innenhof: Dreigeschossige Walm- und Satteldachbauten mit Gesimsgliederung, Fenster mit vorspringenden Dreiecks- und Segmentgiebeln, im Süden dreigeschossiger Torturm mit Walmdach und kappengewölbter Durchfahrt, 1569, Torturm und Treppenturm im Kern gotisch, nach 1818 Erhöhung des Osttrakts Kapellenturm im Südwesten, viergeschossiger Massivbau mit achteckigem Spitzhelm, bezeichnet 1569; Bibliotheksturm im Nordosten, dreigeschossiger, polygonaler Massivbau mit flachem Zeltdach, 19. Jahrhundert Ökonomiegebäude, nach Süden vorgelagerte, dreiseitige Flügelanlage um großen Wirtschaftshof, zweigeschossige Satteldachbauten mit tonnengewölbter Durchfahrt, profilierten Fensterfaschen und Zwerchhäusern mit Zinnengiebeln, Anfang 19. Jahrhundert Brunnen im Wirtschaftshof, Figur der heiligen Elisabeth über profilierter Säule und beschriftetem Sockel, eingefasst von achteckigem Becken, Sandstein, bezeichnet mit 1855 Orangerie, zweigeschossiger Satteldachbau mit Mittelrisalit und Stichbogenöffnungen, vor 1827 Nebengebäude, kleiner verputzter Halbwalmdachbau, vor 1827 Schlosspark, im englischen Stil, 1. Hälfte 19. Jahrhundert | D-2-78-140-5 Wikidata  | weitere Bilder                                |
| Graf-von-Bray-Straße 14 (Standort)                              | Kapelle, sogenannte Gabrielskapelle             | Kleiner, massiver Walmdachbau mit rundem Schluss und Vorhalle auf zwei Säulen, Altar mit Holzfigur des Erzengels Gabriel, spätes 18./frühes 19. Jahrhundert | D-2-78-140-6 Wikidata  | BW                                            |
| Kirchberg 2 (Standort)                                          | Katholische Pfarrkirche Mariä Himmelfahrt       | Saalkirche mit Steilsatteldach und eingezogenem, halbrund geschlossenem Chor, Westturm mit Zwiebeldach und Laterne, Fassadengestaltung mit Lisenengliederung, 1734; mit Ausstattung | D-2-78-140-8 Wikidata  | weitere Bilder                                |
| Wischlburger Straße 2 (Standort)                                | Wohnstallhaus eines ehemaligen Dreiseithofes    | Vollständig verputzter Blockbau mit seitlich weit vorkragendem Satteldach und Kniestock, Anfang 19. Jahrhundert Traidkasten, holzverschalter Satteldachbau mit Obergeschoss in Blockbau, Anfang 19. Jahrhundert | D-2-78-140-9 Wikidata  | BW                                            |

### Sophienhof
| Lage                    | Objekt                                       | Beschreibung | Akten-Nr.              | Bild           |
| ----------------------- | -------------------------------------------- | --- | ---------------------- | -------------- |
| Sophienhof 6 (Standort) | Katholische Kirche St. Thomas von Canterbury | Kleine romanische Saalkirche mit halbrunder Apsis, Satteldach mit achteckigem, verschindeltem Dachreiter mit Spitzhelm, barocke Fassadengestaltung mit profiliertem Gesims und geohrten Ovalfenstern, spätes 12. Jahrhundert, Veränderung des Langhauses im 18. Jahrhundert | D-2-78-140-11 Wikidata | weitere Bilder |

## Ehemalige Baudenkmäler
In diesem Abschnitt sind Objekte aufgeführt, die noch existieren und früher einmal in der Denkmalliste eingetragen waren, jetzt aber nicht mehr.

| Lage                     | Objekt      | Beschreibung                                                | Akten-Nr.             | Bild |
| ------------------------ | ----------- | ----------------------------------------------------------- | --------------------- | ---- |
| Entau Entau 3 (Standort) | Traidkasten | Obergeschoss-Blockbau mit Flachdach, Anfang 19. Jahrhundert | D-2-78-140-1 Wikidata | BW   |